# HMAS Nestor (G02)
«Нестор» (G02) (англ. HMAS Nestor (G02) — військовий корабель, ескадрений міноносець типу «N» Королівського військово-морського флоту Великої Британії та Королівського австралійського ВМФ за часів Другої світової війни.
«Нестор» був закладений 5 жовтня 1937 року на верфі компанії Fairfield Shipbuilding and Engineering Company, в місті Глазго. 27 листопада 1939 року увійшов до складу Королівських ВМС Великої Британії.